# 대감신랑
"대감신랑"은 한국에서 제작된 임원식 감독의 1971년 영화이다. 신영균 등이 주연으로 출연하였고 우기동 등이 제작에 참여하였다.

## 출연

### 주연
- 신영균
- 문희